# تپه زاغه
تپه زاغه واقع در بخش جنوبی دشت قزوین در منطقه بوئین زهرا، شهر سگزآباد یکی از تپه‌های باستانی ایران می‌باشد که به هزاره ششم و هفتم پیش از میلاد بازمی‌گردد. این تپه نخستین بار توسط عزت‌الله نگهبان مورد بررسی و حفاری قرار گرفت و مجموعاً ۲۱ خانه از آن بیرون آمد که بیشتر آن‌ها خشتی بودند.
این تپه در حدود بیست هزار مترمربع وسعت دارد و در بررسی‌های اولیهٔ نشانه‌هایی از اجتماعات کشاورزی از آن بدست آمده و جزو اولین سکونت گاه‌های ایران نیز می‌باشد. این تپه بعد از هزاره ششم پیش از میلادی کاملاً متروک شده‌است و شهروندان آن به نظر می‌رسد به تپه قبرستان مهاجرت کرده و در آنجا ساکن شده‌اند.

## معماری
تپه زاغه شاخص‌ترین سکونت‌گاهی نوسنگی با سفال منطقه و معرف فرهنگ جوامع نوسنگی در فلات مرکزی ایران است.
در این سکونت‌گاه ۲۱ خانه در ۱۲ لایهٔ استقرار کاوش شده‌است.
جهت‌گیری خانه‌ها از شمال شرقی به جنوب غربی است که هماهنگ با بادهای دائمی قزوین است و درِ خانه‌ها هم با توجه به این امر جایگذاری شده‌است.
تنها درِ یکی از خانه‌ها به سمت وزش باد دائمی (شمال شرقی) باز می‌شود که در این مورد هم چینه‌ای روبروی در ورودی ساخته بوده‌اند.
فضاها کاملاً به‌صورت ارگانیک و ناهندسی شکل گرفته‌اند، زوایا نامنظم و ناراست، و اضلاع ناموازی‌اند.
ساختار معابر بدون طراحی اولیه و به مرور زمان شکل گرفته‌اند.
جنس دیوارک‌ها از چینه و جنس دیوارهایی که روی آنان سقف قرار می‌گرفته‌است از خشت خام است. خشت‌ها را با دست و بدون استفاده از قالب شکل داده‌اند. این خشت‌ها ابعاد معینی ندارند و از ۴۰ تا ۸۰ سانتی‌متر طول، ۲۵ تا ۳۵ سانتی‌متر عرض، و معمولاً ۱۲ سانتی‌متر ضخامت متغیرند. در وجوه فوقانی، تحتانی، و پهلوهای خشت‌ها شیارهای کم‌عمقی هست که با فشار ملایم انگشتان ایجاد شده‌اند و به نگهداری اندود کمک می‌کرده‌اند. در دو سر خشت فرورفتگی‌های عمیق‌تری هست تا ملات به داخل آنها نفوذ کند و آنها را در جای خود محکم سازد.
دیوارها به صورت عمود به هم برمی‌خوردند و فضای بین آنها با گل و اندود پر می‌شد.
در سطوح دیوارهای داخلی به‌هدف تزئین قطعات سفالی منقوشی قرار داده شده‌است. همچنین روی دیوارهای با رنگ‌های آخری، قرمز، سفید، سیاه، و زرد رنگ‌آمیزی و اندود شده‌است.
دیوارهایی مضاعف و دوجداره در تپه زاغه ساخته شده‌اند که حدس زده می‌شود برای دوطبقه بودن بعضی از قسمت‌های خانه بوده‌اند.
سقف فضاها مسطح بوده‌است.
این سقف‌ها را با ابتدا با تیرهای چوبی می‌پوشانده و روی آنها شاخ و برگ درخت می‌ریخته‌اند و سپس با کاهگل اندود می‌کرده‌اند.
گورستان با فضای زندگی تلفیق شده بود، بگونه‌ای که کودکان را در زیر کف اتاق‌ها و افراد بالغ را در محوطه با کمی فاصله دفن می‌کردند.
هر خانه شامل یک بخش مسقف و یک بخش رو بوده‌است که بسته به نوع فعالیت (دامداری یا کشاورزی) آغل یا انباری داشته‌است. آغل‌ها در میانهٔ فضای روباز ساخته می‌شده‌است و انباری کنار نشیمن در فضای مسقف.
پوشش سقف انباری حالت گنبدی داشته‌است.
باستان‌شناسان به استناد نوع تدفین حدس می‌زنند که در تپه زاغه نوعی نظام طبقاتی شکل گرفته بوده‌است.